# Rush (band)
Rush is een voormalige Canadese progressieve-rockband, opgericht in 1968. Van 1974 tot het einde van de band in 2015 bestond de bezetting uit Geddy Lee (zang, bas en toetsen), Alex Lifeson (gitaar, zang) en Neil Peart (drums).

## Geschiedenis
Rush werd opgericht in 1968 door Alex Lifeson (gitaar), John Rutsey (14 mei 1953 - 11 mei 2008) (drums) en bassist Jeff Jones. Na korte tijd werd Jeff Jones vervangen door zanger-bassist Geddy Lee (eigenlijk Gary Weinrib). De thuisbasis was Toronto in Canada. Ze coverden toen alleen werk van bijvoorbeeld Cream, Jimi Hendrix en The Who. Voordat hun eerste album verscheen, trad eerst nog een toetsenist toe, die kort daarna verdween. Geddy stapte uit en vervolgens weer in de band en Rush was voor enige tijd zelfs opgeheven. In 1971 werd het de groep toch menens. Toen in 1974 het titelloze debuutalbum verscheen, bestond de band uit zanger-bassist Lee, gitarist Lifeson en drummer John Rutsey. Op dit eerste album liet Rush een sterke invloed van Led Zeppelin horen. Nadat Rutsey nog hetzelfde jaar de groep verlaten had, werd Neil Peart aangenomen als vervanger. Hij werd de belangrijkste tekstschrijver en zorgde voor meer diepgaande teksten dan die daarvoor. Bij Caress of Steel ging Rush al langzaam meer richting de progressieve rock, met kant 2 (toen nog op lp met twee kanten) als goed voorbeeld daarvan, gezien de opbouw. Met 2112 maakte Rush definitief de stap in de richting van de progressieve (hard)rock met wederom een nummer op het album dat een hele lp-kant beslaat. Na hun livealbum (het afwisselen van vier studioalbums met een livealbum werd daarna gemeengoed voor Rush) deden er bij A Farewell to Kings voor het eerst toetsen hun intrede, bespeeld door Geddy Lee. De muziek werd ook complexer dan op voorgaande albums. De toetsen worden tot en met Exit ... Stage Left vooral ter opvulling gebruikt. Bij Signals tot en met Hold Your Fire worden de toetsen veel dominanter en is er van de hardrock die Rush in het prille begin maakte niet veel meer over. Met het album Roll the Bones betrad Rush de jaren negentig. Op dit album staan bekende nummers als Dreamline, Bravado en de titelsong Roll the Bones. In 1993 volgde Counterparts, dat over het algemeen goed werd ontvangen. Na het uitbrengen van het album Vapor Trails in 2002 toerde Rush door Brazilië en gaf de band een spectaculair optreden in Rio de Janeiro. Ter ere van hun dertigjarig bestaan toerde Rush over de hele wereld. De band speelde toen vooral bekende nummers als Xanadu, 2112, The Spirit of Radio, Tom Sawyer en Subdivisions. Op 1 oktober 2004 sloten Lifeson, Lee en Peart de tournee af met een ruim drie uur durend concert in Ahoy Rotterdam.
Op 22 november 2005 verscheen van deze tournee de dvd Rush R30. Hierop staat het concert dat in Frankfurt werd opgenomen.
In 2006 verscheen Replay X3. Voor het eerst verschenen de (niet meer te verkrijgen) live-videos Exit Stage Left, Grace Under Pressure en A Show of Hands op dvd.
Rush begon in juni 2007 wederom aan een wereldtournee. De band besloot vanwege de vele fans in Nederland en West-Europa ditmaal twee optredens te verzorgen in het kader van de "Snakes & Arrows Tour". Op 16 en 17 oktober 2007 was Rush terug in Nederland voor opnieuw een aantal concerten. Tijdens deze concerten in Ahoy Rotterdam werden opnamen gemaakt voor de nieuwe live-dvd van Rush, Snakes & Arrows Live. De shows duurden drie uur.
In 2008 werkten de band en andere bekende artiesten uit de VS, het Verenigd Koninkrijk, Canada en Zuid-Afrika samen aan het album Songs for Tibet, een steunbetuiging aan Tibet en dalai lama Tenzin Gyatso. Songs for Tibet verscheen tijdens de Olympische Zomerspelen van 2008 in China: het album werd op 5 augustus uitgebracht via iTunes en vanaf 12 augustus via muziekwinkels overal ter wereld. Sinds de invasie van Tibet in 1950-1951 bezet China het land met – volgens critici – een wijdverbreide politieke, religieuze en culturele onderdrukking tot gevolg.
In de zomer van 2010 ging de documentaire Beyond the Lighted Stage in première. Het betrof hier een overzicht van het veertigjarige bestaan van de band aan de hand van niet eerder getoond archiefmateriaal en interviews met de bandleden. In Noord-Amerika startte in die zomer de "Time Machine Tour", waar onder andere het complete album Moving Pictures uit 1981 ten gehore werd gebracht. In juni 2010 kreeg Rush een ster op de beroemde Hollywood Walk of Fame. Diezelfde maand verscheen een nieuwe single met de titel Caravan. De twee nummers daarop, "Caravan" en "BU2B", verschenen op het volgende studioalbum Clockwork Angels, dat in juni 2012 uitkwam. Op 27 mei 2011 werd in het kader van de Time Machine Tour ook Nederland (Ahoy, Rotterdam) aangedaan. 
Op 2 juni 2013 deed de band de Ziggo Dome aan tijdens hun "Clockwork Angels Tour". Datzelfde jaar werd Rush opgenomen in de Rock and Roll Hall of Fame.
In januari 2018, meer dan twee jaar na het laatste optreden van de band, meldde Lifeson in een interview dat ze geen plannen meer hadden om te toeren of nieuw materiaal op te nemen.
Op 7 januari 2020 overleed Neil Peart op 67-jarige leeftijd aan een hersentumor.

## NPO Radio 2 Top 2000
| Nummer met noteringen in de NPO Radio 2 Top 2000 | '16  | '17  | '18  | '19  | '20  | '21  | '22  | '23  | '24  |
| ------------------------------------------------ | ---- | ---- | ---- | ---- | ---- | ---- | ---- | ---- | ---- |
| The Spirit of Radio                              | 1291 | 1097 | 1342 | 1198 | 1158 | 1129 | 1089 | 1121 | 1165 |

1. ↑  Een vetgedrukt getal geeft de hoogste notering aan.
2. ↑  2016 was het eerste jaar met een notering voor dit nummer.

## Boeken
- The Masked Rider: Cycling in West Africa (Neil Peart) - 1999
- Ghost Rider: Travels on the Healing Road (Neil Peart) - 2002 (Nederlandse vertaling verschenen in 2020, Ghost Rider: Over helende wegen, ISBN 9789492469144)
- Traveling Music: The Soundtrack to My Life and Times (Neil Peart) - 2004
- Roadshow: Landscape with Drums, A Concert Tour by Motorcycle (Neil Peart) - 2006
- Far and Away: A Prize Every Time (Neil Peart) - 2011
- Far and Near: On Days like These (Neil Peart) - 2014
- Far and Wide: Bring That Horizon to Me! (Neil Peart) - 2016
- Geddy Lee's Big Beautiful Book of Bass (Geddy Lee) - 2018
- Drumbeats (verscheen in 1994 in de verhalenbundel Shockrock 2 en in 2020 als standalone) - samen met Kevin J. Anderson (Nederlandse vertaling door Ronald van Dalfsen, verschenen op 12 september 2022 onder de titel Drumbeats, ISBN 9789492469359)
- Clockwork Angels (Neil Peart en Kevin J Anderson)
- Clockwork Lives (Neil Peart en Kevin J Anderson)